# تحليل حراري

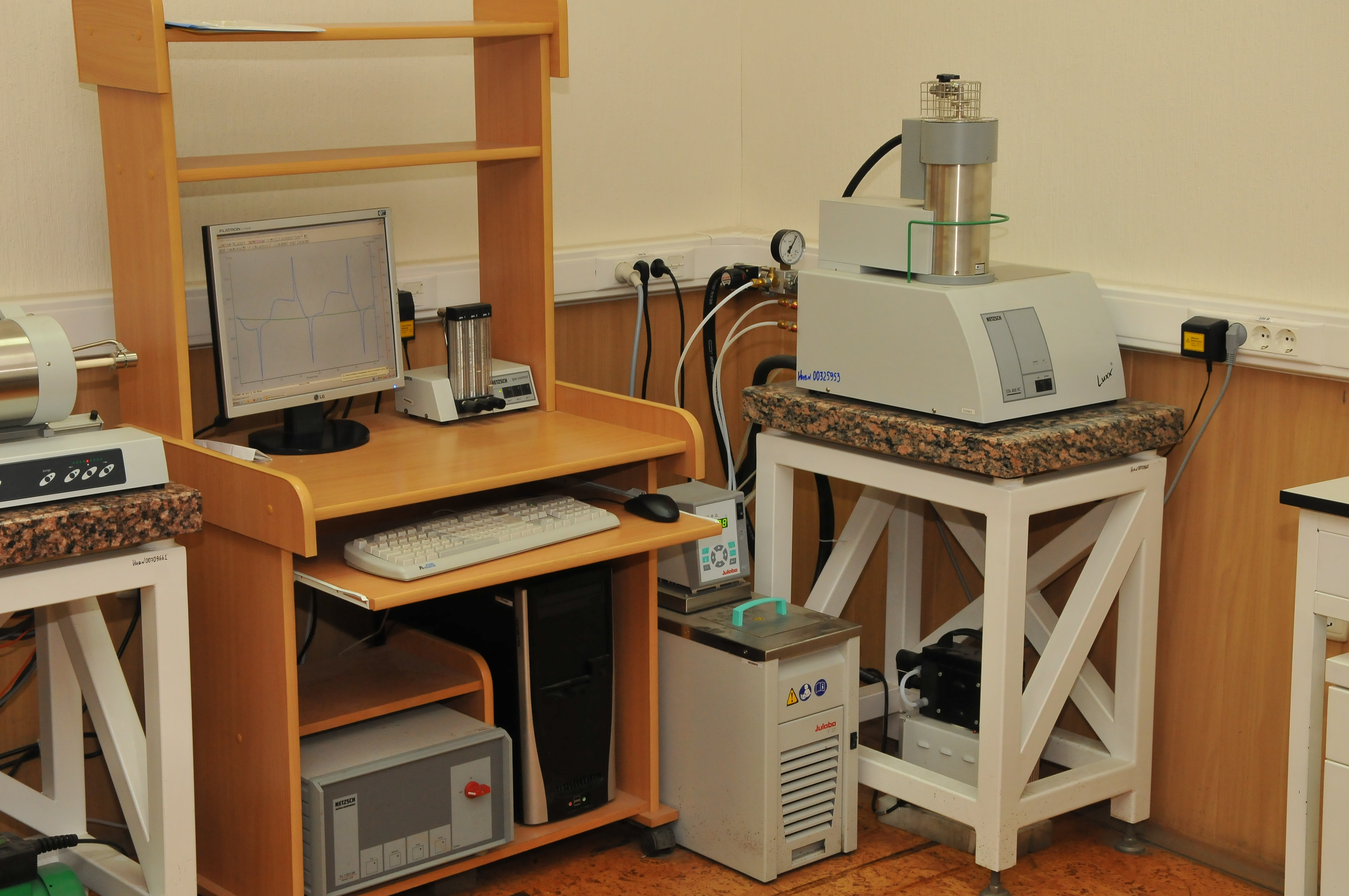

التحليل الحراري هو فرع من علم المواد حيث يتم دراسة خصائص المواد لأنها تتغير بتغيّر درجة الحرارة. وتستخدم عدة طرق شائعة - وتتميز عن بعضها البعض من قبل الخاصية التي سيتم قياسها:
·        التحليل الحراري العازل (DET): سماحية العازل ومعامل الفقدان.
·        التحليل الحراري التفاضلي (DTA): الفرق في درجة الحرارة مقابل درجة الحرارة أو الوقت.
·        مسح كمية الحرارة التفاضلي (DSC): التغيرات في التدفق الحراري مقابل درجة الحرارة أو الوقت.
·        قياس التمدد –ديلاتوميتري- (DIL): التغييرات في الحجم مع تغير درجة الحرارة.
·        التحليل الميكانيكي الديناميكي (DMA or DMTA): يقيس معامل التخزين (صلابة) ومعامل الخسارة (التضاؤل) مقابل درجة الحرارة والوقت والتردد.
·        تحليل الغاز المتطور EGA)): تحليل الغازات تطورت أثناء تسخين مادة، وعادة ما تتحلل المنتجات.
·        تحليل فلاش الليزر (LFA): الانتشار الحراري والتوصيل الحراري.
·        التحليل الحراري الميكانيكي (TMA): تغيرات الأبعاد مقابل درجة الحرارة أو الوقت.
·        التحليل الحراري البصري (TOA): الخصائص البصرية.
- التصوير الاشتقاقي: وهو طربقة معقدة من التحليل الحراري.[1]

التحليل الحراري المتزامن (STA) يشير عمومًا إلى تطبيق متزامن للثيرموغرافيمتري (TGA) ومسح كمية الحرارة التفاضلي (DSC) إلى عينة واحدة وإلى نفس العينة في جهاز واحد. ظروف الاختبار تمامًا متطابقة  لإشارات TGA  و DSC (نفس الغلاف الجوي ومعدل تدفق الغاز وضغط البخار للعينة ومعدل التسخين والاتصال الحراري لبوتقة العينة وأجهزة الاستشعار وتأثير الأشعة، وما إلى ذلك). ويمكن تعزيز المعلومات التي تم جمعها من خلال قرْن جهاز STA بمحلل الغاز المتطور (EGA) مثل تحويل فورييه الطيفي بالأشعة تحت الحمراء (FTIR) أو مطياف الكتلة (MS).
طرق أخرى أقل شيوعًا، تقيس الانبعاثات الصوتية أو الانبعاث الضوئي من العينة، أو التفريغ الكهربائي من مادة عازلة، أو الاسترخاء الميكانيكي في عينة مضغوطة. وجوهر كل هذه التقنيات هو أنّ استجابة العينة تسجّل كدالة لدرجة الحرارة (والوقت).
ومن المعتاد التحكم في درجة الحرارة بطريقة محددة سلفا - إما بزيادة مستمرة أو بانخفاض مستمر في درجة الحرارة بمعدل ثابت (التسخين الخطي / التبريد) أو عن طريق تنفيذ سلسلة من تحديد درجات حرارة مختلفة (قياسات حرارة تدريجية). وقد تم تطوير ملامح درجة الحرارة أكثر تقدمًا والتي تستخدِم تأرجُح (عادةً اقتران الجيب أو مربّع الموجة) معدل التسخين (تعديل درجة حرارة التحليل الحراري) أو تعديل معدل التسخين استجابةً للتغيرات في خصائص النظام (التحكم في عينة التحليل الحراري).
بالإضافة إلى التحكم في درجة حرارة العينة، من المهم أيضا السيطرة على بيئتها (على سبيل المثال الغلاف الجوي). ويمكن إجراء القياسات في الهواء أو تحت غاز خامل (مثل النيتروجين أو الهليوم). انخفاض الغلاف الجوي أو تفاعله قد استخدم أيضًا وقد أجريت قياسات مع العينة المحاطة بالماء أو سوائل أخرى. أجهزة تحليل الغاز (الكروماتوغرافي) العكسي هو الأسلوب الذي يدرس تفاعل الغازات والأبخرة مع سطح ما، وغالباً ما يتم إجراء قياسات عند درجات حرارة مختلفة بحيث يمكن اعتبار أن هذه التجارب تأتي تحت رعاية التحليل الحراري.
مجهر القوة الذرية يستخدم قلم رقيق لرسم خريطة التضاريس والخصائص الميكانيكية للأسطح بدقة عالية. من خلال التحكم في درجة حرارة الطرف المسخّن و / أو العينة،  يمكن إجراء نموذج من التحليل الحراري الذي حلّ مكانه. وغالباً ما يستخدم التحليل الحراري كمصطلح لدراسة نقل الحرارة من خلال بنية المركبات. تأتي العديد من البيانات الهندسية الأساسية لنمذجة هذه الأنظمة من قياسات السعة الحرارية والتوصيل الحراري.
يتم تطبيق هذه الطريقة على:
·        تحليل المواد الدوائية.
·        تحليل البوليمرات (تمثل مساحة كبيرة يجد فيها التحليل الحراري تطبيقات قوية، ومثالًا على ذلك، TGA يستخدم لقياس محتوى الألياف من المركبات عن طريق تسخين عينة لإزالة المادة الصمغية عن طريق تطبيق الحرارة ومن ثم تحديد الكتلة المتبقية)
·        تحليل المعادن (يتم إزالة عينة من المعدن السائل من الفرن وتصب في كوب عينة مع الحرارية المغروسة فيه. ثم يتم رصد درجة الحرارة، ويلاحظ توقف مخطط المرحلة).
·        تحليل الأطعمة (وتتعرض معظم الأغذية إلى تغيرات في درجات الحرارة أثناء الإنتاج والنقل والتخزين والاستهلاك والاستهلاك، التغيرات في درجة الحرارة يسبّب تغيرات في الخصائص الفيزيائية والكيميائية للمكونات الغذائية والتي تؤثر على الخصائص العامة للمنتج النهائي، على سبيل المثال، المذاق، والمنظر، والملمس).
المراجع:
1.      بوليك، F؛ بوليك، J؛ إردي، L (1966). «ديريفاتوغرافي طريقة معقدة في التحليل الحراري». تالانتا. 13: 1405-30. دوي: 10.1016 / 0039-9140 (66) 80083-8. بميد 18960022.
2.      إمادي، D؛ L. V. ويتينغ؛ س. نفيسي؛ R. غوماششي (2005). «تطبيقات التحليل الحراري في مراقبة الجودة لعمليات التصلب». مجلة التحليل الحراري وكالوريمتري. 81 (1): 235-242. دوي: 10.1007 / s10973-005-0772-9.

## روابط خارجية
- Thermal Analysis, Cambridge University
- International Confederation for Thermal Analysis and Calorimetry (ICTAC)
- Thermal Analysis Software Developers and Experts